# Allmänna gaskonstanten
Allmänna gaskonstanten, R, är en konstant som uppträder i ideala gaslagen och andra tillståndsekvationer för gaser. Den är produkten av Boltzmanns konstant k (eller kB) och Avogadros tal NA
{\displaystyle R=N_{\rm {A}}k}
och har det numeriska värdet 8,314 462 618 J/K·mol. I den senaste versionen av Internationella måttenhetssystemet (SI), som trädde i kraft den 20 maj 2019, har både NA och k definierade värden.
| Allmänna gaskonstanten i olika enheter | Allmänna gaskonstanten i olika enheter |
| Värde                                  | Enheter                                |
| SI-enheter                             | SI-enheter                             |
| -------------------------------------- | -------------------------------------- |
| 8,31446261815324                       | J⋅K−1⋅mol−1                            |
| 8,31446261815324                       | m3⋅Pa⋅K−1⋅mol−1                        |
| 8,31446261815324                       | kg⋅m2⋅s−2⋅K−1⋅mol−1                    |
| Andra enheter                          |                                        |
| 0,730240507295273                      | atm⋅ft3⋅lb⋅mol−1⋅°R−1                  |
| 10,731557089016                        | psi⋅ft3⋅lb⋅mol−1⋅°R−1                  |
| 1,985875279009                         | BTU⋅lb⋅mol−1⋅°R−1                      |
| 297,049031214                          | inH2O⋅ft3⋅lb⋅mol−1⋅°R−1                |
| 554,984319180                          | torr⋅ft3⋅lb⋅mol−1⋅°R−1                 |
| 8314,46261815324                       | L⋅Pa⋅K−1⋅mol−1                         |
| 0,0831446261815324                     | L⋅bar⋅K−1⋅mol−1                        |
| 0,082057366080960                      | L⋅atm⋅K−1⋅mol−1                        |
| 62,363598221529                        | L⋅Torr⋅K−1⋅mol−1                       |
| 1,98720425864083...×10−3               | kcal⋅K−1⋅mol−1                         |
| 8,20573660809596...×10−5               | m3⋅atm⋅K−1⋅mol−1                       |
| 8,31446261815324×107                   | erg⋅K−1⋅mol−1                          |

Den allmänna eller ideala gaskonstanten är relaterad till en ideal (teoretisk) gas utan några krafter eller bindningar mellan gasmolekylerna (eller gasatomerna). I verkligheten råder i princip alltid - i varje fall vid atmosfärstryck och högre - vissa intermolekylära krafter eller bindningar mellan molekylerna i en (reell) gas och utnyttjande av den allmänna gaslagen med den allmänna gaskonstanten ger delvis felaktigt resultat. Tryckberäkningar med den allmänna gaslagen ger olika avvikelser mot verkligheten beroende på vilken gas det handlar om. En gas blir alltmer "ideal" ju lägre trycket är eftersom avståndet mellan gasmolekylerna (eller gasatomerna) då ökar, samtidigt som krafterna mellan molekylerna, som skapar avvikelserna från det ideala gastillståndet, då minskar. 
För gaser är i tekniska sammanhang volymen 25 liter per mol vid temperaturen 300 K och trycket 1 bar en god approximation (0,23 % fel) och via detta kan sedan exempelvis densiteten hos en gas enkelt beräknas om man känner till molmassan.